# 農安街事件
農安街事件是一宗發生在2004年1月的台灣同志人權事件。當時台北市警方在轄區內查緝性愛派對，於中山區農安街查獲並帶回92名參與派對的男同志。LGBT族群及性學研究者認為查緝的過程及媒體報導的態度不恰當，被LGBT族群視為對同志及性病感染者汙名化的事件。

## 事件經過
2004年1月17日，台北市政府中山警分局在農安街的某處民宅查獲性愛派對。率隊查緝的圓山派出所主管林國平表示，先前在同志網路聊天室內出現討論搖頭性愛派對的訊息，而地點就在轄區內的農安街，因此便在前往查緝。警方在攻入後下令關閉音樂、開燈並開始搜查，現場有92名男性，地上有許多用過的衛生紙和保險套，以及搖頭丸、安非他命、K他命等毒品。衛生單位透過血液檢測，檢驗了92位參與派對的成員，其中28人檢測出愛滋病，有18人是其他性病，二次檢驗後發現這28名愛滋病患者中有14人是疾管局的列管名單。衛生署表示將會在三個月後再次檢驗。
林國平表示，同仁對查緝過程中見到的性愛場景感到震驚及噁心，而根據報導，許多警察表示在查緝過程中對多名男同志的性交場景感到震驚，表示「場景詭異迷幻」、「那個畫面真的很恐怖」、協助做筆錄的員警在得知對方有愛滋病後也表示「一陣寒意，無法形容」，時任陽明大學公共衛生所所長的陳宜民質疑衛生署及台北市衛生局在性病防治工作有重大疏失。
台北地檢署在2004年11月11日偵查終結，因為沒有故意散播病毒的罪證，這起案件最後因為罪證不足全案終結，而在64名參與派對的非愛滋病感染者中，沒有人遭到感染，表示此次派對沒有造成任何新感染者，成為檢察官不起訴的重要依據。

## 批評
愛滋感染者權益促進會在警方公布查緝結果後發表聲明，譴責疾管局的做法有如白色恐怖，在不久後的世界愛滋病日（12月1日），促進會公布了2004年五大愛滋侵權新聞，第一名即是這起事件。促進會譴責警方表現出汙衊或輕視的態度，蒐證過程粗暴，堪稱是「同志界的南京大屠殺」，有部分參與者因此辭職、搬家、出國甚至跳樓自盡。促進會的秘書長林宜慧批評，媒體清楚地載明派對「現場保險套多達數百個」，表示這場派對的性行為是安全性行為，但警方仍然依照《後天免疫缺乏症候群防治條例》第十五條「與他人進行危險性行為」作為犯罪事實的構成要件，進而將派對參與者移送法辦。林宜慧指出，由於台灣社會對愛滋病的知識低落，使得社會大眾並不以平等與尊重的態度對待愛滋病的患者，在這個脈絡下，《後天免疫缺乏症候群防治條例》也因此剝奪了愛滋病患者的權利。
林國平表示，由於接獲同志團體的抗議，未來在處理類似案件後會更加小心，他也表示由於農安街事件，使得之後警方在同志餐廳臨檢時遇到阻礙。

## 外部連結
YouTube上的相關新聞報導節錄